# Triphosa gavara
Triphosa gavara là một loài bướm đêm trong họ Geometridae.